# Niemans Molen
Niemans Molen (Gronings: Niemans Meuln) is een kleine korenmolen in het dorp Veelerveen in de provincie Groningen.
De molen stond aanvankelijk als poldermolen in de buurt van Midwolda. In 1916 werd de molen als korenmolen met stelling herbouwd. De molen is decennialang eigendom geweest van de familie Nieman, hetgeen de naam van de molen verklaart. Nog steeds woont een telg uit dit molenaarsgeslacht naast de molen. Tegenwoordig is de molen eigendom van de gemeente Westerwolde. De molen is in 2002 geheel gerestaureerd en wordt sindsdien regelmatig door een vrijwillig molenaar in bedrijf gesteld. De molen geldt als een van de kleinste korenmolens van Nederland.